# DUF1220
DUF1220 (англ. Domain of Unknown Function — «домен с неизвестной функцией») — домен белка, закодированный геном MGC8902. Число копий DUF1220 у разных видов увеличивается в зависимости от эволюционной близости к человеку. Самое большое количество копий у человека (более 200, количество копий варьируется у разных людей), уменьшается у африканских человекообразных обезьян (оценочно у шимпанзе их 37), значительно меньше у орангутанов и обезьян Старого Света, у млекопитающих не-приматов их по одному, и он совсем отсутствует у не-млекопитающих. Выявлена связь домена между количеством копий белка с некоторыми нейрогенетическими расстройствами, такими как шизофрения (при уменьшенном количестве копий) и повышенная тяжесть аутизма (при увеличенном количестве). Длина DUF1220 составляет примерно 65 аминокислот и кодируется двухэкзонным дублетом.